# 特攻聯盟
《特攻聯盟》（英語：Kick-Ass）是一部英國、美國合拍的2010年超級英雄電影，由馬修·范恩執導，范恩與简·戈德曼編劇，劇情改編自馬克·米勒與小約翰·羅米塔創作的同名漫畫，為《特攻聯盟》系列電影的第一部電影。該片由亞倫·強森、克蘿伊·摩蕾茲、馬克·史壯、克里斯托弗·明茨-普洛斯與尼可拉斯·凱吉等人領銜主演，講述超級英雄「屌爆俠」（強森飾演）、「超殺女」（摩蕾茲飾演）與「大老霸」（凱吉飾演）對抗犯罪集團首領法蘭克·達米柯（史壯飾演）與其子克里斯（明茨-普洛斯飾演）的故事。
馬修·范恩與简·戈德曼於2008年5月開始撰寫該片的劇本。范恩與戈德曼採用與漫畫不同的故事架構來寫劇本，也改了一些劇情和設定。范恩最初找上索尼擔任該片的製片商，但因索尼對尺度的要求而放棄。其他有意接拍的電影公司大多都希望片中角色年齡能成熟些，尤其是超殺女。范恩決定自行出資製作該片。范恩的马夫电影公司與布萊德·彼特的B計劃娛樂背地裡資助了該片的製作。《特攻聯盟》於2008年9月開拍，取景地點包含加拿大安大略省的哈密爾頓和多倫多及英國的倫敦、埃爾斯特里製片廠及松林製片廠等地。
《特攻聯盟》於2010年3月12日在美國德克薩斯州奧斯汀的第17屆西南偏南電影節舉行全球首映，並分別於同年3月26日及4月16日在英國和美國上映。該片所獲評價多為正面，影評人多稱讚尼可拉斯·凱吉、亞倫·強森與克蘿伊·摩蕾茲的演技及劇本，而亦有影評人認為本片具冒犯性且打鬥橋段過火。《特攻聯盟》獲得許多獎項，如帝國獎最佳英國電影獎等。續集《特攻聯盟2》於2013年上映。

## 劇情
戴夫·萊佐斯基是一位美國的17歲平凡高中生，相當熱愛漫畫，在被惡霸搶劫時發現眾人都冷眼旁觀，因而決心成為一位真實的超級英雄。他從eBay買件綠色緊身衣作為服裝，裝扮成打擊犯罪的蒙面英雄，儘管沒有任何超能力及接受各種訓練。戴夫第一次試圖阻止惡霸，卻被惡霸痛扁、腹部被捅一刀，甚至重傷之時還被汽車撞飛。他要求醫護人員隱瞞服裝，佯裝他是裸體。戴夫於醫院花好幾個星期復原，斷裂的骨頭植入金屬板，神經末稍受損也影響到他的痛覺，讓他變得比較耐打。回到學校，戴夫得知他長期暗戀對象凱蒂對他感興趣，因為凱蒂誤以為戴夫是同性戀。戴夫將錯就錯，逐漸地，兩人獲得更多相處時光。
一天，戴夫插手街頭幫派鬥毆，用雙棍以一擋三，成功搭救受暴者。旁觀者用手機錄下整個過程，戴夫自取名為「屌爆俠」。影片傳至Youtube上，使得「屌爆俠」的英雄事蹟一夕成名，形成一股超級英雄風潮。戴夫與凱蒂相處時，凱蒂說自己在針頭交易所工作時受到一名男子拉索的騷擾，希望屌爆俠能幫忙。戴夫化身為屌爆俠調查，找到拉索的公寓，結果卻自不量力遭到混混們的暴力圍毆。戴夫在將死之時，一位變裝英雄小女孩「超殺女」（克蘿伊·摩蕾茲飾演）現身，獨自用雙刀解決所有人，而後與父親「大老霸」離開。戴夫回到家，發現大老霸和超殺女前來拜訪，兩人表明他們是藉由屌爆俠的網站位址反追蹤到戴夫的住處，並告誡戴夫同樣的方法可能被壞人追蹤到，最後在要求保持聯繫後離去。
當地犯罪集團首領法蘭克·達米柯深信他的手下拉索等人受到襲擊、毒品遭竊是屌爆俠所為，命令部下殺掉屌爆俠。法蘭克的兒子克里斯提出建議，讓自己扮成超級英雄「赤霧人」接近屌爆俠，換取信任將他引誘出來。赤霧人成功透過網站與屌爆俠相約會面，準備將他騙至已埋伏好的倉庫，但兩人抵達時，倉庫卻早已燃起熊熊烈火，法蘭克的手下全遭殺害。赤霧人從倉庫中拿走了一隻泰迪熊娃娃後，兩人匆忙逃出火場。克里斯狼狽地回到總部，向父親說明屌爆俠不是主謀，只是個平凡人，並拿出藏於娃娃裡的監視攝影機，展示這一切都是大老霸幹的。
大老霸原本是名知名警察，本名戴蒙·麥奎迪。自從被法蘭克陷害入獄後，發誓要復仇。在獄期間，已懷孕的老婆因抑鬱仰藥自盡，所幸在死前生下一女明蒂。在出獄後，戴蒙開始訓練明蒂打擊犯罪，也化名為大老霸和超殺女。戴蒙前合作夥伴馬庫斯警官發現大老霸的真實身分，對戴蒙欠敏蒂一個正常的童年感到氣憤，但願意保守秘密。
戴夫察覺到當英雄所要付出的慘痛代價，決心不再扮演英雄。他告訴凱蒂他就是屌爆俠，且不是同性戀，凱蒂原諒戴夫先前的瞞騙，願意成為他的女朋友。之後戴夫查看他的個人網站，發現赤霧人傳送無數的緊急訊息，表明兩人遭到追殺，要求再次會面。會面後，赤霧人要他約大老霸和超殺女出來。一進約定地點「安全樓」，赤霧人隨即向超殺女胸口開槍使之墜樓，而大老霸和屌爆俠也遭到法蘭克的手下制伏帶走。兩人被帶至倉庫，法蘭克準備了一場現場的死亡直播秀，打算對著媒體大眾傳送毆打兩人，甚至淋油點火焚燒的畫面，最後再揭露兩人的真實面目。就在火點下去的瞬間，燈光一滅，超殺女帶著夜視鏡直搗現場，殺光所有壞人，但大老霸最終仍因受火焰嚴重灼燒而死去。戴夫嘗試說服超殺女放棄，但她仍決意完成他父親的願望——阻止法蘭克。
超殺女一路殺進大樓，殺光法蘭克大半的手下，直到彈藥用盡被逼至絕路。法蘭克的手下正打算朝超殺女發射火箭筒時，屌爆俠穿著噴射火箭裝，載著加特林機槍現身援救。最後，屌爆俠對付赤霧人，而超殺女則與法蘭克在辦公室對決。在超殺女處於劣勢、情況危急之際，和赤霧人對打而雙雙失去意識的屌爆俠先行醒來，趕到辦公室向法蘭克發射火箭砲，將法蘭克炸死。赤霧人回過神來，欲拿起劍繼續回擊之時，屌爆俠與超殺女乘坐火箭裝離去。事後，屌爆俠和超殺女決定不再作打擊犯罪的超級英雄，超殺女也向戴夫告知本名明蒂。最後，明蒂開始過著正常生活，由馬庫斯認養照顧，並與戴夫就讀同一所學校。這場幫派鬥爭事蹟激起另一波超級英雄風潮，而赤霧人則戴上新的面具，誓言復仇。

## 演員

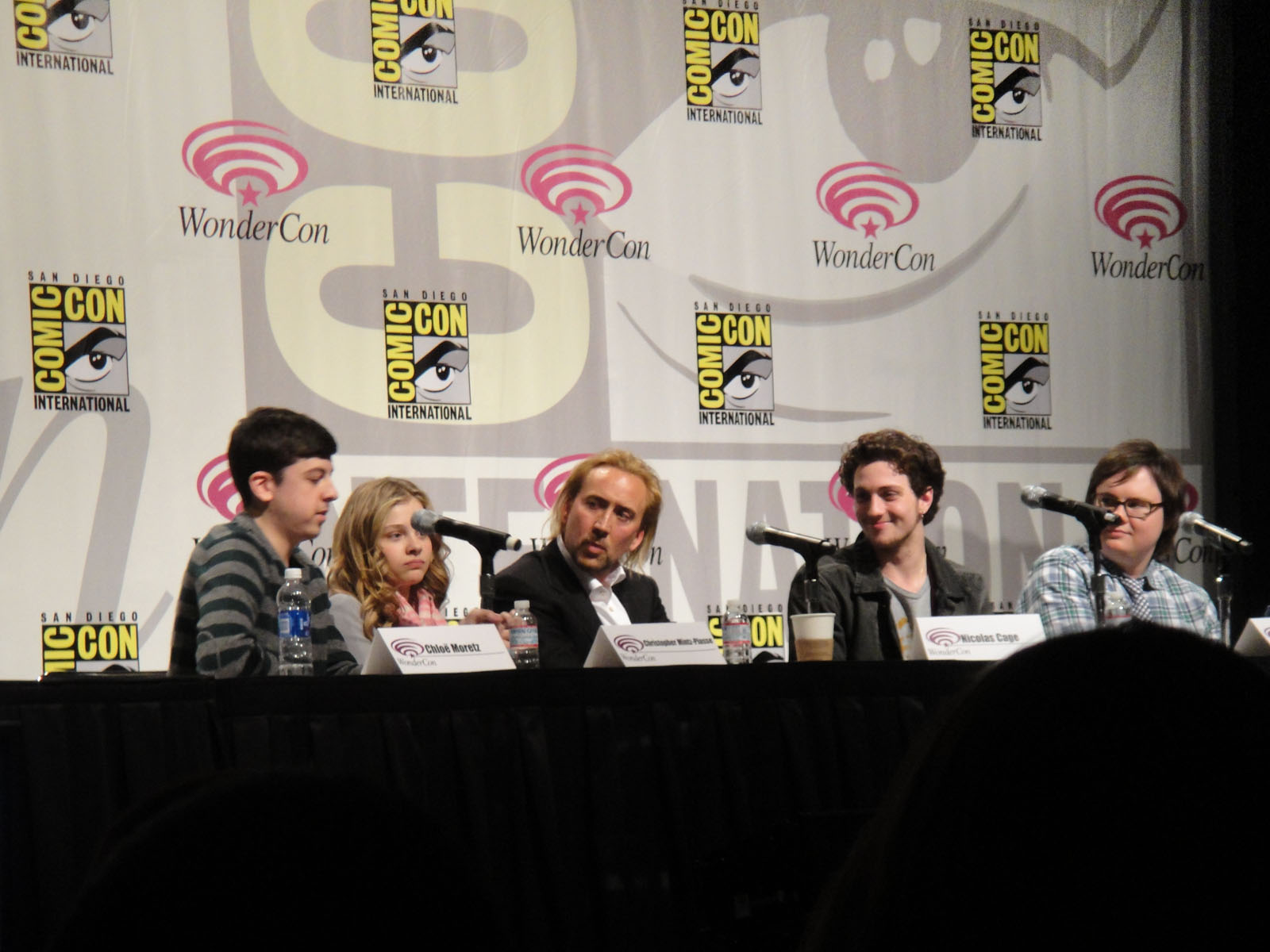
由左至右：演員克里斯托弗·明茨-普洛斯、克蘿伊·摩蕾茲、尼可拉斯·凱吉、亞倫·強森與克拉克·杜克出席於2010年WonderCon上。

- 亞倫·強森飾演戴夫·萊佐斯基（Dave Lizewski） / 屌爆俠（英语：Kick-Ass (character)），平凡無奇的17歲美國高中生兼漫畫迷[9]，在屢次被惡霸搶劫後決心成為超級英雄。

強森並不是一個漫畫迷，不過他從小就有看許多超級英雄電影。強森在受訪時表示，他盡可能脫離原著漫畫的設定，甚至試圖屏除「想染成一頭金髮」的念頭。他也提到，片中笨拙的戴夫比超級英雄情節更吸引他：「我以前沒演過這種角色。我這輩子從未真正被搶劫或被女生無視」。為了飾演戴夫，強森必須減重，他笑說：「這就是為何戴夫的服裝看起來如此寬鬆」。另外，身為英國人的強森在拍戲必須將口音轉為美國口音。
- 克蘿伊·摩蕾茲飾演明蒂·麥奎迪（Mindy Macready） / 超殺女（英语：Hit-Girl），11歲的女孩，戴蒙·麥奎迪之女，從小就被父親訓練來打擊犯罪[1]。

為了飾演超殺女，摩蕾茲接受了為期數月的體能訓練，並學會處理槍枝、煙霧彈等。她在受訪時表示，出演該片最有趣的部份是打戲，最麻煩的部份是悶熱的服裝。
- 馬克·史壯飾演法蘭克·達米柯（Frank D'Amico），犯罪集團首領，克里斯之父。

對於法蘭克這個角色，馬克在受訪時表示，「他是一位紐約黑幫，也是一位毒販，在發現事情不如己意、他的世界開始瓦解，卻又摸不著頭緒後，逐漸失去了理智，面臨崩潰」。
- 克里斯托弗·明茨-普洛斯（英语：Christopher Mintz-Plasse）飾演克里斯·達米柯（Chris D'Amico） / 赤霧人（Red Mist），犯罪集團首領法蘭克·達米柯之子，為了引誘屌爆俠而假裝成超級英雄。

原著漫畫中並沒有提及赤霧人的真實身分，於是范恩和另一位編劇简·戈德曼抓住機會將赤霧人的真實身分設定為大反派的兒子，戈德曼甚至給了他名字——克里斯。
- 尼可拉斯·凱吉飾演戴蒙·麥奎迪（Damon Macready） / 大老霸（Big Daddy），明蒂之父，曾是知名警員[1]，在被法蘭克陷害入獄後，愛妻因嗑藥而死，戴蒙因而決心成為超級英雄復仇。

大老霸的裝備與1960年代的電視劇《蝙蝠俠》中的蝙蝠俠很像，且都有一條黃色腰帶。不過范恩指出，大老霸的裝備和蝙蝠俠的裝備有不少相異之處，如頭盔等等。他亦表示，大老霸穿的裝備其實是法國鎮暴警察的裝備。
- 琳德茜·馮塞卡飾演凱蒂·德科瑪（Katie Deauxma），戴夫的愛人，在針頭交易所工作。
- 克拉克·杜克（英语：Clark Duke）飾演曼提（Marty），戴夫的好友。
- 伊凡·彼得斯飾演托德（Todd），戴夫的好友。
- 奧瑪瑞·哈威克飾演馬庫斯警官（Marcus），戴蒙昔日在警界的合作夥伴。

此外，加勒特·M·布朗與伊麗莎白·麥高文在片中分飾戴夫的父母。楊茜·巴特勒飾演克里斯之母安吉·達米柯（Angie D'Amico）。科菲·奈蒂（Kofi Natei）飾演拉索（Rasul），為法蘭克工作的毒販。戴克斯特·佛萊契客串飾演名為寇迪（Cody）的惡霸。原著漫畫的作者之一馬克·米勒是一位蘇格蘭人，曾表態希望蘇格蘭兒童電視節目主持人葛倫·麥可能客串該片，但麥可的戲份後來被剪掉。米勒在片中客串飾演一名蘇格蘭酒鬼，但與麥可一樣，出場鏡頭同樣被刪減。導演馬修·范恩之妻——模特兒克勞蒂亞·雪佛的一面巨型廣告看板出現在片中的一面牆上。另一位原著漫畫作者小約翰·羅米塔在片中客串一位背對觀眾的酒保。

## 製作

### 編劇
編劇馬修·范恩與简·戈德曼於2008年5月開始撰寫一部劇本，其改編自馬克·米勒與小約翰·羅米塔的漫畫作品《特攻聯盟》。范恩在受訪時談到這一切的開端：「我在《星塵傳奇》（2007年）的首映禮上遇見了原著漫畫的作者馬克·米勒，我們相處得很好。我知道他是誰且他有什麼作品，但我和他不熟。他提出了我寫劇本、他畫漫畫的點子，我說『這太棒了！』接著他創作了一份劇本綱要，而我說『太好了，我們現在就動手吧！你畫漫畫，我寫劇本。』」對於兩人負責劇本的部分，戈德曼表示她負責構建劇本的整體架構及內景設計，而范恩則負責創作整部劇本。范恩與戈德曼採用與漫畫不同的故事架構來寫劇本，讓眾多劇情線最後匯集到同個結局。米勒證實了其中的差異，指出一般漫畫通常分為八幕，而電影則分為三幕。
米勒表示，范恩與戈德曼創作了一部「雞仔電影」，並指出他們將重心放在人物情感上，如修改了角色凱蒂·德科瑪的劇情（凱蒂在原著漫畫中得知戴夫騙自己他是同性戀後就甩了戴夫，片中則是凱蒂願意與戴夫交往）這一舉動。米勒提到，電影版的觀眾們會難以接受漫畫中戴夫和凱蒂沒有在一起的劇情，而漫畫書的讀者則會更容易接受電影版這樣改。
在原著漫畫中，大老霸原本不是警察，而是會計師，因想逃避自己的人生且熱愛漫畫而選擇成為超級英雄打擊犯罪。在片中，大老霸的動機是正當的。米勒表示，大老霸在漫畫中的設定背後的隱喻在改編電影裡無法發揮效力：「會毀掉電影」。原著漫畫的另一位作家小約翰·羅米塔表示，「大老霸在片中的故事能補足他的缺點（......），你會更愛電影中的他」。電影的高潮橋段與原著漫畫大不同：屌爆俠穿著裝有加特林機槍的噴射火箭裝。米勒稱該橋段為片中的「要件」，表示「我們需要像路克·天行者炸掉死星那樣子的橋段」。

### 籌拍
范恩最初找上他先前的導演作品《雙面任務》（2004年）的發行商索尼，希望他們能製作該片，但索尼要求縮減暴力尺度，范恩因此作罷。其他電影公司大多表示拒絕，其中一些有意接拍，但希望角色能年長些。大多數的電影公司都希望能將超殺女的設定從女孩改成成人。戈德曼表示，當時電影公司表示將超殺女的設定改成青少女會減少批評的聲浪，但她認為，將超殺女的設定改成青少女必然會使其性化，此舉會引來更猛烈的批評，且超殺女也不該被性化。
電影公司認為成功的暴力超級英雄電影都是獨立電影，這可以讓製片者自由發揮，也無須擔心嚴格的審查。范恩決定自行為拍這部片籌錢，甚至抵押了自己的房屋，他打趣地將《特攻聯盟》稱為「他拍過最耗資的電影」。最後，范恩從私人投資者處籌得了3,000萬美元的資金。范恩的马夫电影公司與布萊德·彼特的B計劃娛樂也背地裡資助了該片的製作，米勒表示，彼特會出資的原因在於其妻安吉丽娜·朱莉很喜歡漫畫《刺客聯盟》（同樣出自米勒之手，後來朱莉主演了該作的改編電影）。范恩與彼特也曾在電影《偷拐搶騙》（2000年）有過合作經驗。

### 選角
2008年8月15日，據報導，克蘿伊·摩蕾茲（飾演明蒂 / 超殺女）與克里斯托弗·明茨-普洛斯（飾演克里斯 / 赤霧人）加入了劇組。2008年8月22日，亞倫·強森（飾演戴夫 / 屌爆俠）、尼可拉斯·凱吉（飾演戴蒙 / 大老霸）與琳德茜·馮塞卡（飾演凱蒂）參演該片的消息公布，該片計劃於同年秋天開拍。稍晚，馬克·史壯簽約飾演大反派法蘭克。
為了找尋飾演戴夫的演員，范恩費盡苦心：「其他角色的演員我們找得到，但要找到飾演戴夫的演員人選？算了吧。」一次，選角導演莎拉·芬恩（Sarah Finn）與露珊達·賽森（Lucinda Syson）推薦范恩看強森的試鏡帶。此前范恩因強森是英國人，認為他不適合飾演身為紐約青年的戴夫而拒看該試鏡帶。范恩在看完試鏡帶後便選上了強森。明茨-普洛斯在獲選飾演克里斯之前也曾為戴夫試鏡，但未獲選。
有別於找尋戴夫的演員，范恩沒有花太多功夫就找到了明蒂的演員克蘿伊。范恩提到，當時「只有兩位女孩來試鏡，克蘿伊進來，然後她獲選了。」克蘿伊表示，自己一直很想出演一部奇幻電影，飾演電影《刺客聯盟》（2008年）裡像安吉丽娜·朱莉那樣的角色，並穿著超級英雄的服裝。當初，克蘿伊的母親先一步讀了劇本，然後將其推薦給她，她當下就對飾演超殺女極感興趣。「在得知自己獲選後，我為此尖叫了整整三天。」克蘿伊說。
凱吉當初獲選飾演反派法蘭克和戴蒙兩名角色之一，最後他選擇了後者。范恩表示，「我認為凱吉能為大老霸帶來獨特的韻味，而他的確做到了。」勞勃·狄尼洛、馬修·麥康納與馬克·華柏格都曾是大老霸的演員人選，范恩原本則較為中意布萊德·彼特，但因為彼特選擇接下了《惡棍特工》（2009年）而作罷。法蘭克一角後來由史壯飾演，在他之前，勞勃·狄尼洛曾是該角的演員人選。史壯對飾演黑手黨老大這種角色頗感興趣，因此馬上就答應了范恩的邀約。

### 拍攝與後製
《特攻聯盟》於2008年9月開拍，由班·戴維斯掌鏡。該片的拍攝地點包含加拿大安大略省的哈密爾頓、多倫多金士頓路上的商店、溫斯頓·邱吉爾爵士中等學校（片中的高中）、英國的埃爾斯特里製片廠（屌爆俠與赤霧人一同去找大老霸和超殺女的橋段）及英國倫敦蘭貝斯的舊縣政廳（片中法蘭克·達米柯總部的大廳）。此外，片中還出現了許多多倫多的知名地標，如豐業劇院（片中的電影院）和央-登打士廣場。大老霸首次亮相的橋段在倫敦東部的貝克頓（Beckton）汙水處理廠取景。片中的漫畫書店和街景在松林製片廠拍攝。
起初，劇中法蘭克的下場是被超殺女從大樓上踹下去，後來編劇修改劇本，改成現在的結局：屌爆俠發射火箭砲將法蘭克轟飛。這個橋段在6個月後重拍。電影裡講述大老霸與超殺女身世的漫畫由羅米塔用鉛筆打草稿，湯姆·帕爾默上墨水，丹恩·懷特（Dean White）上色。《特攻聯盟》由皮托·史凱利亞、乔恩·哈里斯與埃迪·汉密尔顿（Eddie Hamilton）剪輯。

### 音樂
該片的配樂由約翰·墨菲、亨利·傑克曼、马里厄斯·德弗里斯、伊兰·埃什凯里與丹尼·葉夫曼等多位音樂家譜寫。此外，片中還出現了如超凡樂團的〈站起來〉（Stand Up）、原始吶喊的〈回不去〉、The Pretty Reckless的〈搞得我想去死〉（在播片尾劇組人員名單時播放）及艾維斯·普里斯萊的〈美國三部曲〉等幾首歌曲。電影的主題曲為米卡與RedOne合作的歌曲〈特攻聯盟 (我們年少輕狂)〉。《特攻聯盟》的電影原聲帶於2010年3月29日在英國推出，而配樂原聲帶則於同年5月17日在英國發布。

## 致敬與彩蛋

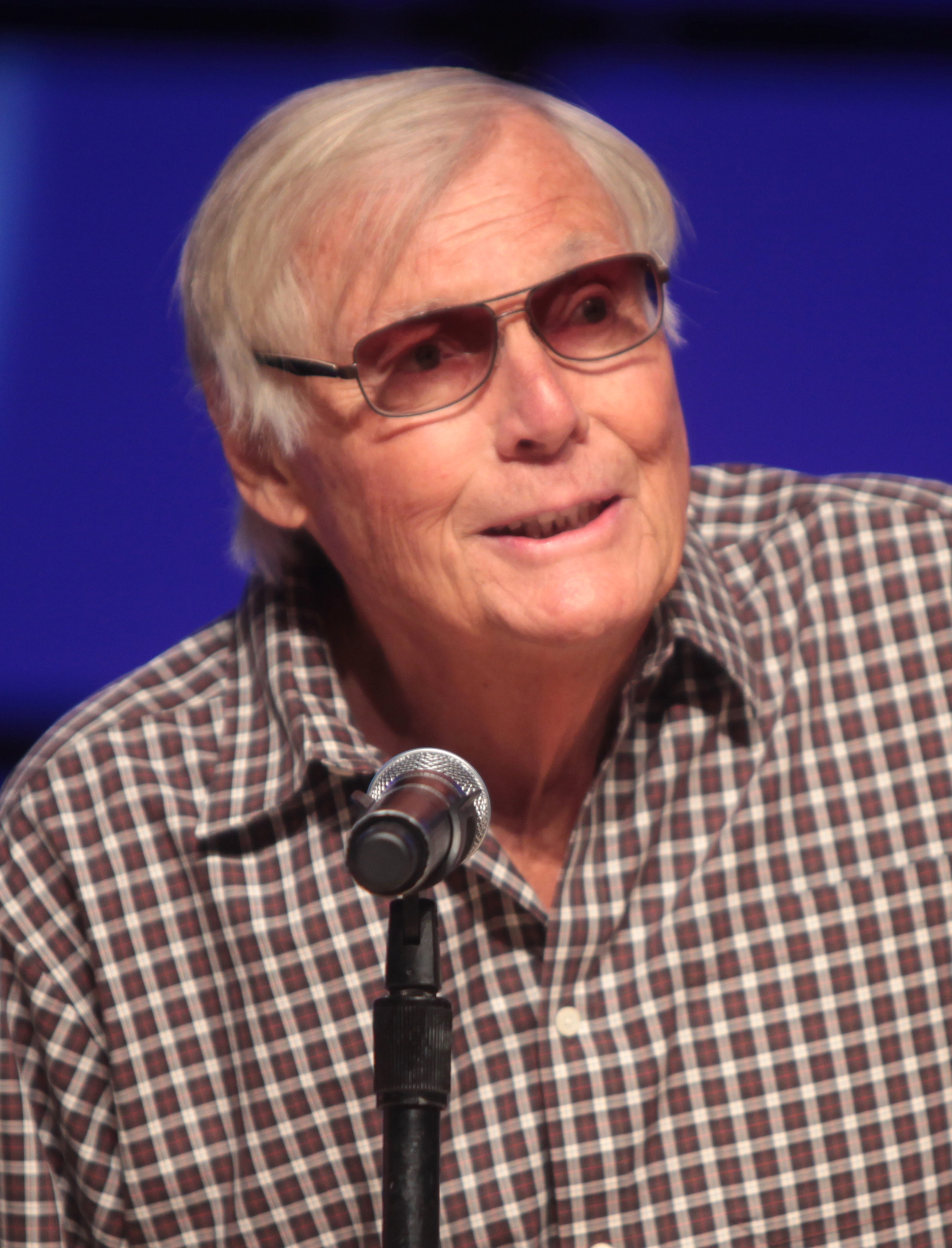
尼可拉斯·凱吉表示，大老霸的聲音是在向1960年代電視劇《蝙蝠俠》中飾演蝙蝠俠的演員亞當·韋斯特（圖）致敬。

片頭，一位超級英雄站在摩天大樓的邊緣，張開翅膀準備往下跳。該橋段的背景音樂是約翰·威廉斯為電影《超人》（1978年）譜寫的經典配樂。角色方面，《帝國雜誌》的影評人克里斯·休伊特（Chris Hewitt）認為，戴夫受重傷後，斷裂的骨頭內被植入金屬板的設定明顯是致敬漫威漫畫的超級英雄金鋼狼。io9的梅雷迪斯·沃納（Meredith Woerner）則認為，屌爆俠練習從一邊屋頂跳到另一邊屋頂的橋段則取材自山姆·雷米執導的《蜘蛛人》（2002年），且片中也引用了蜘蛛人彼得·帕克的一句台詞「沒有能力就沒有責任」（With no power comes no responsibility）。屌爆俠的演員亞倫·強森自己在受訪時也提到了該角色與金鋼狼和蜘蛛人的相似處。另一方面，大老霸的演員尼可拉斯·凱吉表示，大老霸的聲音是在向1960年代電視劇《蝙蝠俠》中飾演蝙蝠俠的演員亞當·韋斯特致敬。
該片在設計細節方面也有許多彩蛋。片中的漫畫店裡賣著馬克·米勒與麥克·米紐拉的作品和漫畫《離家童盟》、《刺客聯盟》及《歪小子史考特》。該設計是馬克·米勒的點子。電影中法蘭克與克里斯去電影院時，《閃靈俠3》（The Spirit 3）正在放映中。導演馬修·范恩表示，在原本的點子裡，電影院播的其實是《蜘蛛人10》（Spider-Man 10）或《蜘蛛人12》（Spider-Man 12），但製片商索尼對這個設計不大高興。因此，他們修改成了現在的《閃靈俠3》，並決定換找一家「開放一點的工作室」。片尾，赤霧俠說：「正如一位偉人所說的：『直等到他們注意我。』」「直等到他們注意我」是電影《蝙蝠俠》（1989年）裡小丑（傑克·尼克遜飾演）的台詞。

## 上映
2010年3月12日，該片在第17屆西南偏南電影節上舉行全球首映，同時也是該影展的開幕片。歐洲地區的首映禮則於同年3月22日在英國倫敦展開。接著，該片於3月26日開始在英國院線上映，美國的檔期則位在稍晚的4月16日。美國電影協會（MPAA）以片中有「極為暴力的場面、大量髒話、性愛場面、裸露鏡頭及有關毒品的內容——其中有部分牽扯到兒童」為由將電影評為R級，意味著17歲以下觀眾需要有家長或成年監護人陪同才能觀看。英國電影分級委員會（BBFC）把《特攻聯盟》分為15級，理由為片中含有「極多的髒話及漫畫風格的暴力場面」。導演馬修·范恩認為BBFC的分級正確無誤。

### 宣傳與發行
2009年，《特攻聯盟》的部分片段在聖地牙哥國際漫畫展和Butt-Numb-A-Thon影展放映，廣受好評，而後在網路上獲得不少關注度。有別於一開始乏人問津的情況，各個片商開始爭相競標該片在北美的發行權，如環球影業、派拉蒙影業、福斯探照灯影业和獅門娛樂等，最後由獅門娛樂於2009年8月中旬買下。2009年11月，焦点影业與獅門娛樂達成協議，將經由環球影業的通路，負責該片在美國以外地區的發行業務。
電影的前導預告於2009年11月10日發布，而R級預告則在同年12月21日推出。片商也對該片進行大量宣傳，Box Office Mojo的編者將其評為2010年最受炒作的電影之一。

## 反響

### 評價

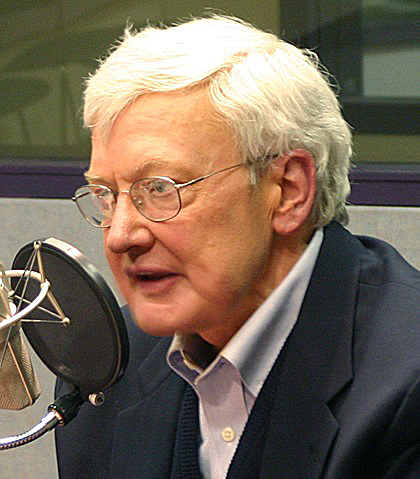
影評人羅傑·伊伯特批評了片中的髒話和暴力，並認為電影「極為冒犯人」且「不道德」。

《特攻聯盟》收穫了普遍影評人的好評。根据評論匯總网站爛番茄汇总的268篇评论文章，76%的评论家给予该作正面评价，平均打分为7分（满分10分）。该网站总结的评论家共识是“《特攻聯盟》將漫畫改編電影的視覺風格、血腥暴力程度和褻瀆的言語提升到了一個新的層次，絕對不適合膽小的人觀賞”，而基於另一影評匯總網站Metacritic上的38篇評論文章，其中27篇予以好評，4篇差評，7篇褒貶不一，平均分為66（滿分100），綜合結果為「普遍良好的評價」。據CinemaScore進行的調查，觀眾的平均評價於A+至F間落於「B」。
《帝國雜誌》的影評人克里斯·休伊特給予該片5顆星的滿分好評，並稱該片「爆笑且具娛樂性，步調完美」。此外，休伊特對尼可拉斯·凱吉與克蘿伊·摩蕾茲的演出也大加讚賞，在此之餘還稱讚了馬修·范恩與简·戈德曼的劇本，認為兩人成功地讓全片聚焦在戴夫上，焦點並未因凱吉與摩蕾茲分飾的超殺女與大老霸而轉移。《娛樂週刊》的歐文·格雷伯曼在影評中給予《特攻聯盟》「B+」的分數，認為該片「很有趣」，但也寫道：「就我個人而言，我希望片中能少點過火的打鬥橋段。」
《洛杉磯時報》的肯尼斯·圖藍稱讚了摩蕾茲的表現，認為她是「全片會如此具吸引力的功臣」。《費城詢問報》的影評人史蒂芬·雷（Steven Rea）在影評中給予該片3.5顆星（滿分4顆）的分數，並寫道：「《特攻聯盟》有種叛逆的能量和絕佳的動作場面。」《明星紀事報》的史蒂芬·威蒂（Stephen Whitty）給予《特攻聯盟》2顆星（滿分4顆）的評價，並在影評中稱讚了凱吉與摩蕾茲的表現，但認為亞倫·強森與克里斯托弗·明茨-普洛斯演技欠佳。《紐約郵報》的凱爾·史密斯（Kyle Smith）也對凱吉的演技給予好評，並稱讚了該片的視覺效果與配樂。
也有部分影評人給予該片差評。《每日電訊報》的提姆·羅比（Tim Robey）打出僅1顆星（滿分5顆）的差評，認為《特攻聯盟》「空洞且呆板」。《芝加哥太陽報》的羅傑·伊伯特在影評中給予該片1顆星（滿分4顆）的分數，認為電影「極為冒犯人」且「不道德」，並批評了片中的髒話和暴力。伊伯特僅稱讚了凱吉、強森與摩蕾茲的演技。影評節目《At the Movies》的主持人A·O·史考特表示：「說真的，這部片令我噁心。」

### 票房
截至下檔日，《特攻聯盟》在美國及加拿大地區共累積了4,807萬美元的票房，加上來自英國的1,676萬美元和來自其他地區的4,811萬美元，全球票房共計9,618萬美元，而其製片預算則是2,800萬至3,000萬美元，算是不小的成功。
該片為2010年盜版下載量最高的電影之一。據TorrentFreak於2010年12月底的統計，《特攻聯盟》的盜版下載次數超過1,140萬次，僅次於《阿凡達》（1,658萬次）。

#### 北美地區
該片與《新超完美告別》、《完全比賽》和《搶錢家族》同期上映，而當時還在院線的其他電影包含《馴龍高手》（上映第4週）和《兩公婆今晚玩大咗》（上映第2週）等。Box Office Mojo的編者表示，與該片同屬超級英雄喜劇的電影中滿是票房失利的案例，如《失神俠》（1994年），《神秘兵團》（1999年）和《超低能英雄》（2008年），如果該片的票房能開出紅盤，將是超級英雄喜劇的先例。報導也將《特攻聯盟》和先前扭轉恐怖喜劇一貫差勁票房的《屍樂園》（2009年）做比較。映前，《好萊塢報導》預測該片的票房可達到2,500萬美元至3,000萬美元之間。
《特攻聯盟》首先於2010年4月15日（星期四）晚間10點在1,500家電影院開放晚場，4月16日（星期五）開始在3,065家電影院正式上映，兩天的票房共760萬美元。有鑑於此成績，《好萊塢報導》將首週末票房預測下調至2,000萬美元左右。週末結算統計，該片共進帳約1,983萬美元，略低於預期，但仍成功登上當週第一。Box Office Mojo評論道，雖然不是非常亮眼的成績，但也已是同類型中的最高。不過，根據報導指出，片商獅門影業給出的週末票房數據將星期四晚場的票房也算了進去，因此票房相去不遠的《馴龍高手》（1,963萬美元）可能才是真正的週末冠軍。據獅門影業的統計，首映週末的觀眾中，有60%是男性，且25歲以下的觀眾佔了50%。一週7天下來，該片共累積了約2,540萬美元的票房，同樣刷新超級英雄喜劇片的紀錄。
隔週末，該片進帳930萬美元，較上週下跌53%，排名第五。《特攻聯盟》的票房在第三個週末受到打擊，再度跌了52%，收穫450萬美元，掉到第八名。到了第四個週末，該片已經不在票房前十名的行列。上映11週（77天）後，該片於2010年7月1日下檔。
| 上一届： 《超世紀封神榜》 | 2010年美國週末票房冠軍 第16週 | 下一届： 《馴龍高手》 |

#### 其他地區
該片早美國兩週在英國上映，於首映週末透過402家電影院進帳約590萬美元，排名當週第三，僅次於同期新片《超世紀封神榜》（約864萬美元）及《馴龍高手》（約737萬美元）。隔週末，該片的票房為183萬美元，依舊排名第三，同時也在其餘4個國家開畫，共收入380萬美元。第三個週末，《特攻聯盟》在美國以外的4個國家收穫260萬美元。第四個週末，該片開始在另外10個國家上映，進帳710萬美元。其中，該片在法國登上週末排行第三名，票房為210萬美元。上映一個月以來，《特攻聯盟》的海外票房約為2,960萬美元。
結算至下檔日，除了北美和英國以外，該片前五大的市場分別為法國（約594萬美元）、澳大利亞（約502萬美元）、俄羅斯（約280萬美元）、德國（約168萬美元）及西班牙（約125萬美元）。

### 榮譽

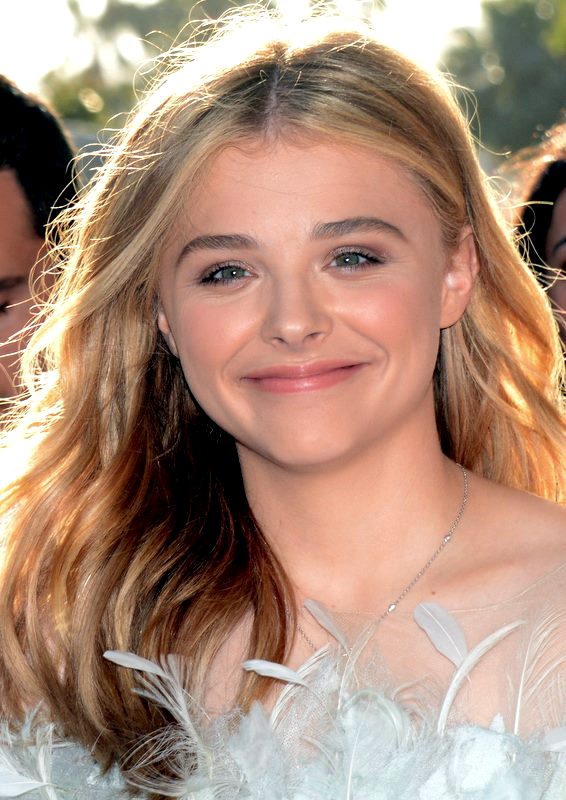
克蘿伊·摩蕾茲是因出演《特攻聯盟》入圍最多表演類獎項的演員。

《特攻聯盟》入圍了2010年尖叫獎最佳尖叫獎、最佳漫畫電影獎（獲獎）和最佳奇幻電影獎、第37屆全美民選獎最受歡迎動作電影、第16屆帝國獎最佳電影獎、最佳英國電影獎（獲獎）和最佳科幻/奇幻電影獎及第37屆土星獎最佳恐怖/驚悚電影獎等獎項。演員克蘿伊·摩蕾茲飾演超殺女的表現獲得許多機構肯定，而其餘幾位主演亞倫·強森、馬克·史壯、克里斯托弗·明茨-普洛斯與尼可拉斯·凱吉也入圍或榮獲許多獎項。導演馬修·范恩獲帝國獎最佳導演獎提名，他與简·戈德曼一同編寫的劇本也入圍了尖叫獎最佳劇本獎和標準晚報英國電影獎最佳劇本獎等獎項。

### 爭議
2010年1月，未經審核的電影預告片段遭到家庭關懷組織的抨擊，認為克蘿伊·摩蕾茲飾演超殺女的台詞：「來吧！你們這群娘砲！讓我看看你們有多屌！（臺譯）」對電影中僅僅11歲女孩而言過於暴力粗劣。家庭協會發言人約翰·莫里西（John Morrissey）宣稱「（該片的）台詞太過不雅，且價值觀不當——完全沒有傳統超級英雄不見血勝利的可取之處。」回應此爭議，摩蕾茲在訪談中表示，「如果我總是說《特攻聯盟》裡講的粗話，我可能整年都會被禁足！我將會被關在我房內直到20歲！我在未來幾萬年也絕對不會說那些髒話。我就是個一般，日復一日的普通女孩。」她也說，她的雙親都有看過該片的劇本，清楚其中的內容。
摩蕾茲也表示，在拍片時，她不會讓自己直接說出電影的英文片名「Kick Ass」（直譯踢屁股，屬不文雅的話語），在訪談或公共場合她都說「該電影」，在家時則說「Kick-Butt」（意思一樣但比Kick Ass文雅）。另一演員克里斯托弗·明茨-普洛斯相當訝異大眾對台詞議題充滿爭議，卻忽略超殺女在電影中手刃眾多壞蛋的另一孩童暴力問題。編劇之一简·戈德曼指出，「如果人們對超殺女的暴力行為感到震驚，很正常，但如果她說出C開頭的髒話，大家反而更震驚，那就顯得他們對不雅言語反應過度了。」

## 家庭媒體
《特攻聯盟》的DVD及藍光光碟於2010年8月3日在北美地區推出，於發行首週賣出約43萬份DVD，在DVD銷售榜上名列第一，而藍光光碟則賣出約24萬份。截至2020年7月，該片已在家庭媒體方面收穫了約3,969萬美元的收益。在英國，電影的家庭媒體於2010年9月6日發行。據《洛杉磯時報》報導，《特攻聯盟》的家庭媒體發售後掀起了一波邪典追捧。

## 電子遊戲
改編自該片的電子遊戲由WHA娛樂（WHA Entertainment）和Frozen Codebase製作，於2010年4月15日透過App Store發布iPhone版和iPod touch版，並於同年4月29日在PlayStation Network上發布。在遊戲中，玩家可以操縱屌爆俠、超殺女和大老霸三個角色。《特攻聯盟：遊戲》所獲評價整體偏向負面。

## 續集

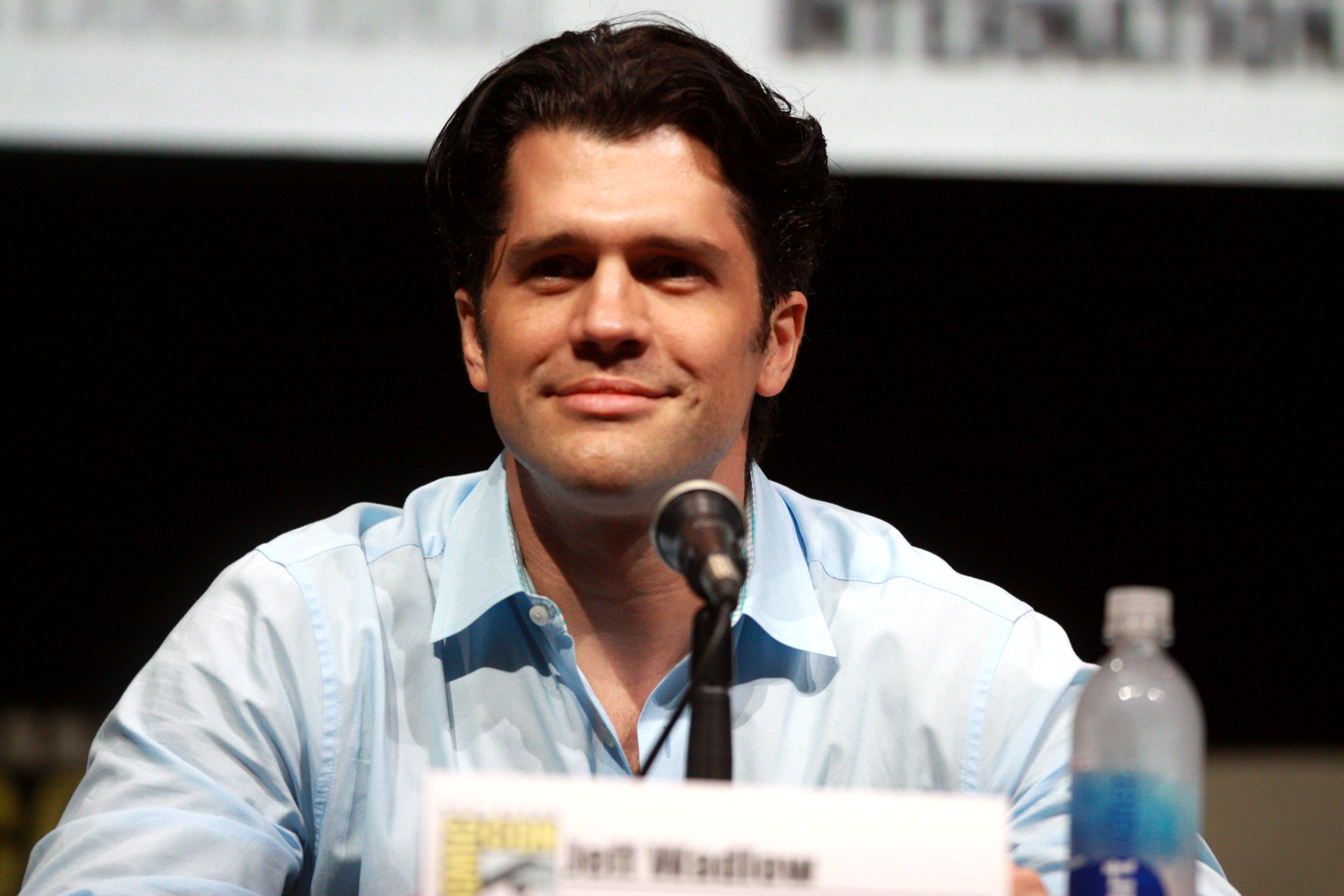
續集改由傑夫·瓦德洛編劇及執導。

2010年4月初，該片已在英國上映一陣子後，導演馬修·范恩在採訪中表示自己有興趣拍續集。范恩也說：「不，我們沒有（計畫續集）。假如口碑保持良好的話或許會有，但我並不會在雞孵蛋前去算牠會生多少。」2012年5月8日，據報導，續集改由環球影業發行，且范恩選上傑夫·瓦德洛擔任導演及編劇。亞倫·強森與克蘿伊·摩蕾茲繼續飾演屌爆俠和超殺女，而克里斯托弗·明茨-普洛斯則回歸飾演在續集中成為新反派「臭B王」（The Motherfucker）的克里斯·達米柯。該片的主體拍攝於2012年9月7日至11月23日間進行，取景地點包含英國倫敦和加拿大安大略省的密西沙加。《特攻聯盟2》分別於2013年8月14日及8月16日在英國和美國上映。

## 備註
1. ↑  原文「Chick flick」，為英文俗語，指迎合女性觀眾口味的電影類型，內容多以愛情和浪漫為主[28][29]，可參考雞仔文學。
2. ↑  超級英雄電影也符合奇幻電影或科幻電影的分類需求，參見奇幻电影#風格定義。
3. ↑  對於收購的金額，有資料指出是2,500萬美元[67]，也有報導寫1,500萬美元[68]。